# Nam Duy Nguyen
Nam Duy Nguyen, né en 1996 à Dresde (Saxe), est un homme politique allemand membre du parti Die Linke. Il représente la circonscription de Leipzig 1 au Landtag de Saxe depuis 2024.

## Biographie

### Jeunesse
Nam Duy Nguyen nait en 1996 à Dresde en Saxe et grandit dans la ville de Riesa. Il est le fils d’immigrés vietnamiens venus en République démocratique allemande comme Vertragsarbeiter (travailleurs sous contrat). Son père travaille notamment à l’aciérie de Freital avant de perdre son emploi lors de la réunification.
A partir de 2015, Nguyen s'implique auprès de Die Linke.SDS, la branche étudiante du parti allemand Die Linke. Cet engagement se fait en réponse aux manifestations du mouvement d'extrême-droite PEGIDA pendant la crise migratoire sous le gouvernement d'Angela Merkel.

### Carrière politique
Nguyen présente sa candidature pour Die Linke dans la circonscription de Leipzig 1 à l'occasion des élections régionales de 2024 en Saxe. Sa campagne se distingue par son utilisation d'outils de campagne modernes et par le fait d'être basée sur le porte-à-porte. Ainsi, 41 133 appartements sont visités par près de 300 volontaires venus de toute l'Allemagne. Il obtient finalement 39,8% des suffrages alors que la liste de son parti Die Linke n’en obtient que 20,2% dans la circonscription.
Sa victoire ainsi que celle de Juliane Nagel dans la circonscription de Leipzig 4 permettent au parti de se maintenir dans le Landtag de Saxe et d'élire 4 autres députés en vertu de la loi électorale locale. En effet, les partis ayant obtenu 2 circonscriptions ou plus sont éligibles à la Landesstimme (seconde voix).
Il devient la première personne non-blanche élue au Landtag de Saxe et l'un des seuls hommes politiques allemands d'origine vietnamienne depuis Philipp Rösler, vice-chancelier entre 2011 et 2013.